# Calle Arechaga (Bilbao)
La  Calle Arechaga es una calle ubicada en el barrio de San Francisco, en el municipio de Bilbao, territorio histórico de Vizcaya.

## Ubicación

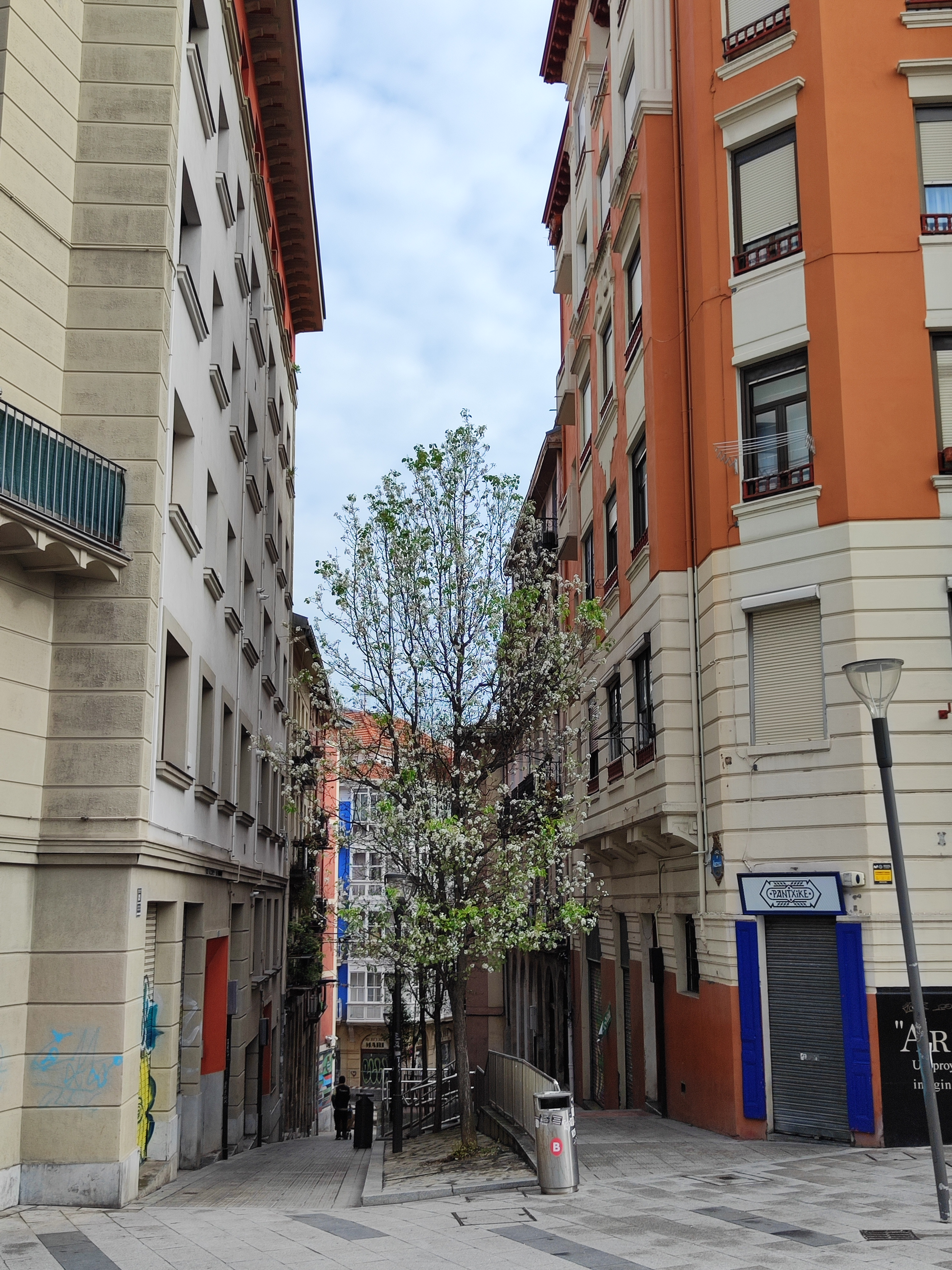
Vista de Arechaga desde Cortes, antiguo callejón de Basanta

La calle Arechaga empieza en la calle Martzana y termina en la calle Cortes. Por decisión del pleno municipal del 21 de julio de 1881 la calle terminaba en la calle San Francisco, pero esta decisión fue posteriormente modificada por medio de otro acuerdo de la Comisión Municipal Permanente del 5 de marzo de 1931, cuando se se modificó su extensión al unirse el callejón de Basanta o callejón del Chalet de Basanta.La  calle Arechaga pertenece al distrito de Ibaiondo (distrito 5 de Bilbao).

## Contexto geográfico
Si bien la explotación de las minas cercanas generó el crecimiento y la transformación de las zonas colindantes y la suya propia de forma desordenada, la calle Arechaga es una de las más tardías y escapa en cierta mediada al carácter de suburbio obrero del arrabal de Bilbao la Vieja junto al que se encuentra.

## Historia

#### Cándido Arechaga
El nombre de la calle parte de un hecho trágico sucedido el 3 de octubre de 1833, cuando en plena insurrección carlista en Bilbao tras la muerte de Fernando VII, una patrulla carlista al mando del oficial Antonio Zuloaga atacó a un grupo de constitucionales junto a la subida derecha del puente colgante de San Francisco, matando a Cándido Arechaga, cuñado de Pascual de Uhagon, que por entonces era Diputado General del Señorío de Vizcaya, e hiriendo a otro.

#### Creación de la calle
En cuanto a la creación de la calle, el 23 de octubre de 1878 el Ayuntamiento de Bilbao tuvo noticia de la propuesta presentada por Ramón Basanta, Fermín María Rivero y Francisco Saralegui, propietarios de la zona, por la que se comprometían a ceder gratuitamente los terrenos necesarios para la apertura de una nueva vía pública, de una anchura de 8m, que enlazase la calle Martzana con la calle San Francisco, vinculando así el barrio con los muelles de la ría y el puente colgante. Esta calle no estaba prevista en el plano del ensanche y el ayuntamiento determinó que el coste debía ser asumido por los propietarios. Por su parte, la Alcaldía de Abando cedió a la villa de Bilbao los terrenos y el edificio del antiguo matadero de esta anteiglesia situados en la calle Martzana, para su derribo con destino a dicha vía pública, solar que Bilbao cedió a su vez. La ejecución de las obras necesarias para la apertura de la nueva calle se adjudicaron a José Antonio Goicochea, y se acordó denominar a la nueva calle con el nombre de Arechaga.

#### Ampliación de la calle
Posteriormente, En el año 1931, la calle se amplió con la unión con el callejón de Basanta, vía que aparece en el callejero de Bilbao a partir del nomenclátor del año 1914 y desaparece como tal en el año 31. Esta zona también era conocida como callejón del chalet de Basanta, y unía la calle San Francisco con las calles Cortes y Miribilla.

## Servicios de otra época
Siendo una calle eminentemente residencial, con los servicios típicos de estas, en su historia albergó, en el año 1885, las oficinas de la Fiscalía Militar, situadas en el portal letra J, esto es, antes de tener numeración en toda su extensión. También en 1904 se tramitó la apertura del Colegio de Nuestra Señora de Consolación para Niñas, dirigido por las madres Agustinas de la Enseñanza, en la calle Arechaga número dos. Esta congregación religiosa solicitó, también, permiso para la instalación de dos rótulos con la inscripción «Colegio para Señoritas dirigido por Religiosas Agustinas».Hay que recordar que en las inmediaciones se encontraban, desde finales del siglo XIX hasta 1905, las escuelas de Martzana que se trasladarían por esas fechas a su nueva ubicación en la calle Urazurrutia.

## La calle en elsigloXXI

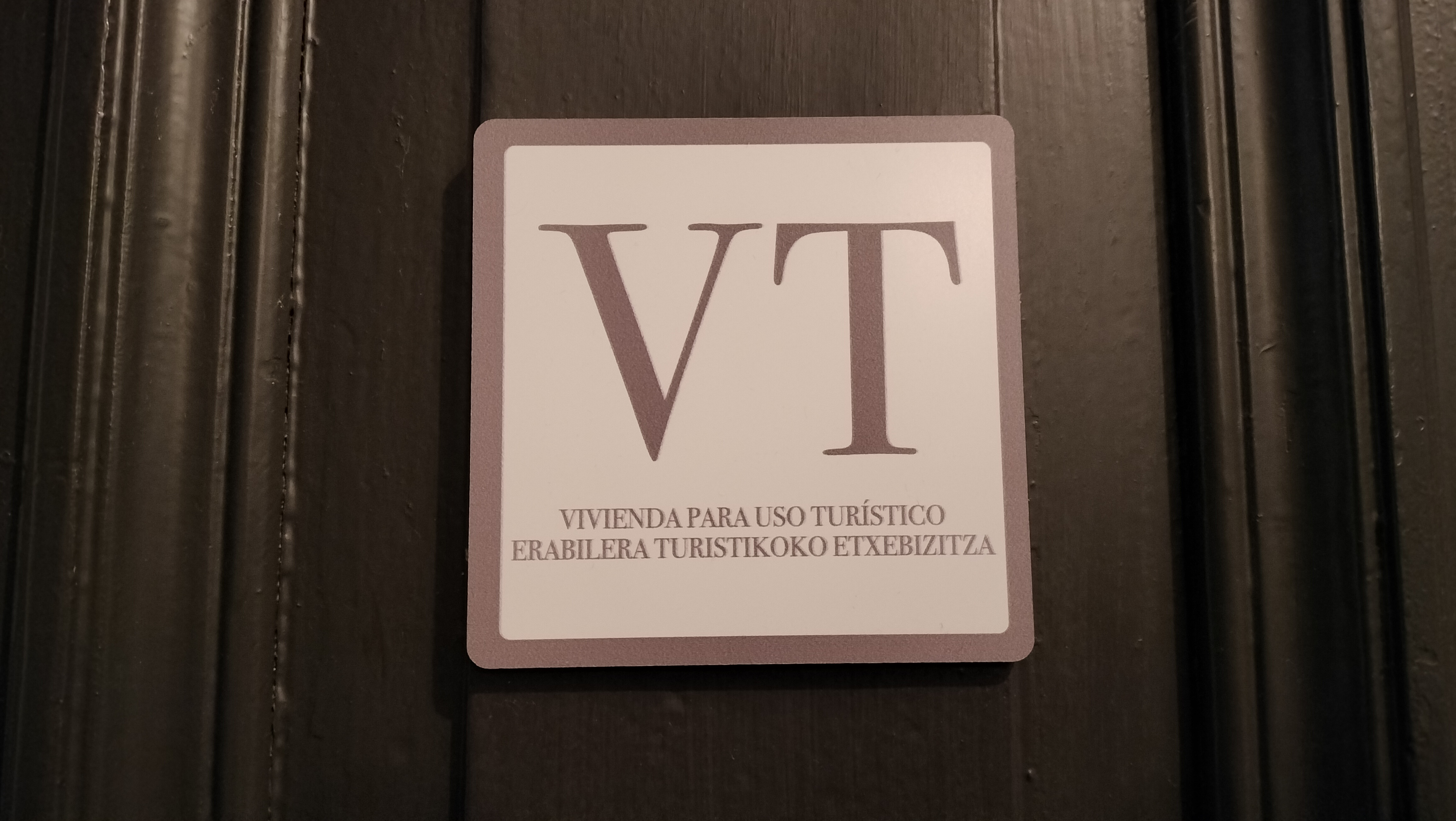
Rótulo de vivienda turística de la calle Arechaga

El año 2013, y dentro de los planes de urbanización y mejora de las infraestructuras del barrio de San Francisco, le llegó la hora de la renovación a la calle Arechaga en toda su extensión, desde la calle Martzana hasta la calle Cortes, con el objetivo, además, de peatonalizar el tramo superior de la calle comprendido entre San Francisco y Cortes. Posteriormente, la parte inferior de la calle fue también cerrada al tráfico. A la par de la eliminación de las aceras y las plazas de aparcamiento de coches, el área experimentó una proliferación de establecimientos de hostelería y de pisos turísticosque han ido haciendo variar su anterior carácter de calle comercial y residencial.